# 秋田城
秋田城是曾經存在於出羽國的日本古代城柵。日本國史跡。續日本100名城。